# Mon aventure africaine
Pour plus de détails, voir Fiche technique et Distribution.
Mon aventure africaine (Going Bananas) est un film américain réalisé par Boaz Davidson, sorti en 1987.

## Synopsis
En Afrique, le fils d'un sénateur américain, son garde du corps et leur guide essaient de sauver un singe qui parle.

## Fiche technique
- Titre : Mon aventure africaine
- Titre original : Going Bananas
- Réalisation : Boaz Davidson
- Scénario : Menahem Golan d'après les romans de Tamar Bornstein-Lazar
- Musique : Pino Donaggio
- Photographie : Joseph Wein
- Montage : Bruria Davidson et Natan Zahavi
- Production : Yoram Globus et Menahem Golan
- Société de production : Cannon Group et Golan-Globus Productions
- Société de distribution : Parafrance Films (France)
- Pays de production :  États-Unis et  Israël
- Genre : Aventure et comédie
- Durée : 95 minutes
- Dates de sortie : 
  - France : 5 août 1987
  - États-Unis : 12 février 1988

## Distribution
- Dom DeLuise : Big Bad Joe Hopkins
- Jimmie Walker : Mozambo
- David Mendenhall : Ben McNamara
- Deep Roy : Bonzo
- Warren Berlinger : Palermo
- Herbert Lom : le capitaine Mackintosh
- Len Sparrowhawk : le capitaine du bateau
- Fats Dibeco : le sergent Abdul
- Mike Westcott : Robert Anderson, l'ambassadeur américain

## Accueil
- AllMovie : 2/5[1]